# Biodiversité
La biodiversité désigne la variété des formes de vie sur la Terre. Ce terme est composé du préfixe bio (du grec βίος / bíos, « vie ») et du mot « diversité ». Elle s'apprécie en considérant la diversité des écosystèmes, des espèces et des gènes dans l'espace et dans le temps, ainsi que les interactions au sein de ces niveaux d'organisation et entre eux.
Depuis le sommet de la Terre de Rio de Janeiro en 1992, la préservation de la biodiversité est considérée comme un des enjeux essentiels du développement durable. L'adoption de la Convention sur la diversité biologique (CDB) au cours de ce sommet engage les pays signataires à protéger et restaurer la diversité du vivant. Au-delà des raisons éthiques, la biodiversité est essentielle aux sociétés humaines qui en sont entièrement dépendantes à travers les services écosystémiques.
2010 a été l'année internationale de la biodiversité, conclue par la Conférence de Nagoya sur la biodiversité, qui a reconnu l'échec de l'objectif international de stopper la régression de la biodiversité avant 2010, et proposé de nouveaux objectifs (protocole de Nagoya).
En 2012, la Plateforme intergouvernementale scientifique et politique sur la biodiversité et les services écosystémiques (IPBES), un groupe d'experts intergouvernemental sur le modèle du Groupe d'experts intergouvernemental sur l'évolution du climat (GIEC), a été lancée par le programme des Nations unies pour l'environnement pour conseiller les gouvernements sur cette thématique.
En 2019, le nombre d'espèces menacées d'extinction est évalué à un million.

## Définition

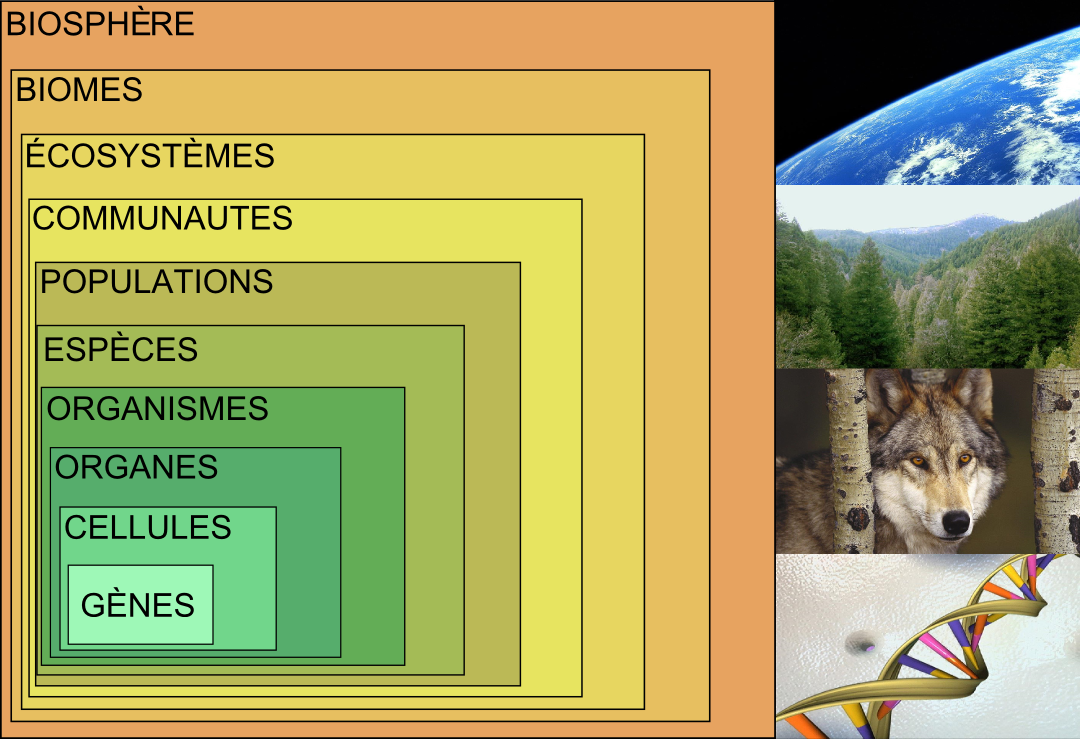
La hiérarchie de l'organisation du vivant, par niveaux, de la plus petite à la plus grande échelle. Chaque niveau s'emboîte dans les niveaux supérieurs : diversité génétique à un niveau d'organisation donné (individu ou organisme, espèce, population, métapopulation, communauté), diversité spécifique, diversité écosystémique qui met en relation les diversités génétiques, spécifiques et la diversité fonctionnelle des écosystèmes.

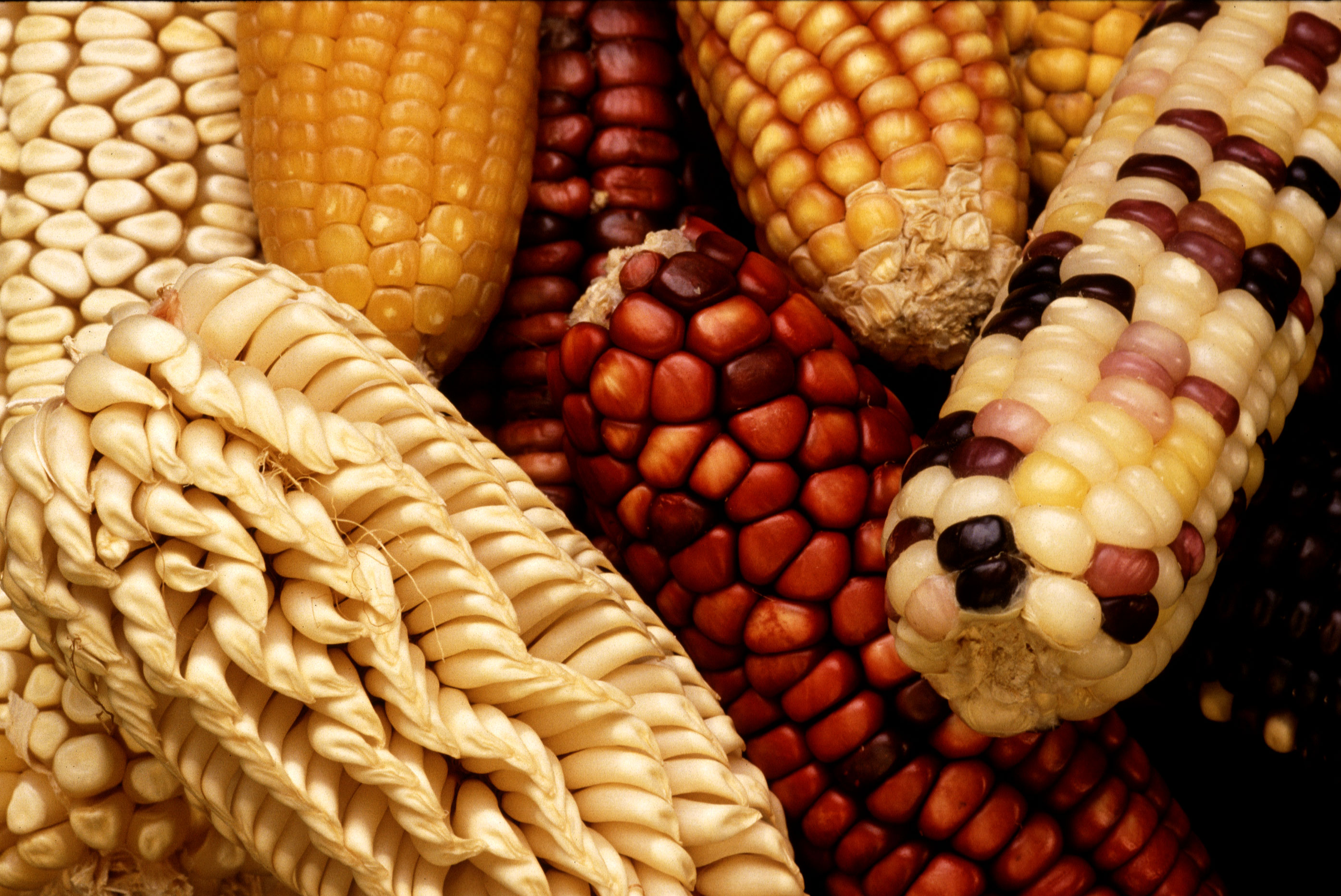
La diversité génétique du maïs (Zea mays), mise en évidence par les variations des épis et des grains.

Au sens large, la biodiversité, ou diversité biologique, désigne la variété et la variabilité du monde vivant sous toutes ses formes. Elle est définie plus précisément dans l'article 2 de la Convention sur la diversité biologique comme la « variabilité des organismes vivants de toute origine y compris, entre autres, les écosystèmes terrestres, marins et autres écosystèmes aquatiques et les complexes écologiques dont ils font partie ; cela comprend la diversité au sein des espèces et entre espèces ainsi que celle des écosystèmes ». Selon Robert Barbault, le concept de biodiversité renvoie également à la présence de l'Homme : « l’homme qui la menace, l'homme qui la convoite, l'homme qui en dépend pour un développement durable de ses sociétés ».
La biodiversité existe à différents niveaux d'organisation interdépendants qui s'emboîtent. Les scientifiques considèrent généralement ces niveaux au nombre de trois : la diversité génétique, la diversité des espèces et la diversité des écosystèmes,. À cela s'ajoutent la diversité des interactions à l'intérieur des trois autres niveaux et entre eux, la diversité fonctionnelle, c'est-à-dire la diversité des caractéristiques fonctionnelles des organismes, indépendamment des espèces auxquelles ils appartiennent, ainsi que la diversité phylogénétique. La biodiversité ne se limite donc pas à la somme des espèces, mais représente l'ensemble des interactions entre les êtres vivants, ainsi qu'avec leur environnement physico-chimique, sur plusieurs niveaux.
1. La diversité génétique, ou diversité intraspécifique, se définit par la variabilité des gènes au sein d'une même espèce, que ce soit entre les individus ou les populations. La diversité génétique au sein d'une même espèce est essentielle pour lui permettre de s'adapter efficacement aux modifications de son environnement par le biais de l'évolution[9].
2. La diversité spécifique, ou diversité interspécifique, est la plus connue car la plus visible. Elle correspond à la diversité des espèces vivantes, unité de base de la systématique, par leur nombre, leur nature et leur abondance.
3. La diversité écosystémique correspond à la diversité des écosystèmes présents sur Terre qui forment la biosphère. C'est au niveau des écosystèmes que se situe la diversité des interactions des populations naturelles entre elles et avec leur environnement. Cette diversité des interactions peut être considérée comme un quatrième niveau en soi. Les trois premiers dépendant étroitement de ce quatrième[10].

## Histoire du concept
L'émergence du concept de biodiversité est étroitement liée à l'histoire mondiale de la protection de la nature et à l'évolution des idées concernant ce que l'on appelait auparavant plus volontiers la « nature ». Dès l'Antiquité, la diversité du monde vivant a fasciné les esprits, mais il faut attendre le XVIIIe siècle et le XIXe siècle pour que l'idée de protéger la nature n'apparaisse véritablement dans le monde occidental avec les progrès des sciences naturelles et les prémices de l'écologie, qui modifient la perception qu'a l'humain du monde vivant. Parmi toutes ces découvertes, la publication de L'Origine des espèces de Charles Darwin en 1859 marque une avancée majeure en fournissant la première théorie scientifique convaincante sur l'origine de la diversité du vivant. Fondatrice de la biologie moderne, la théorie de l'évolution bouleverse la vision de l'humain sur la nature et sur lui-même en repoussant l'idée d'une nature figée et inaltérable diffusée jusque là par la culture judéo-chrétienne.

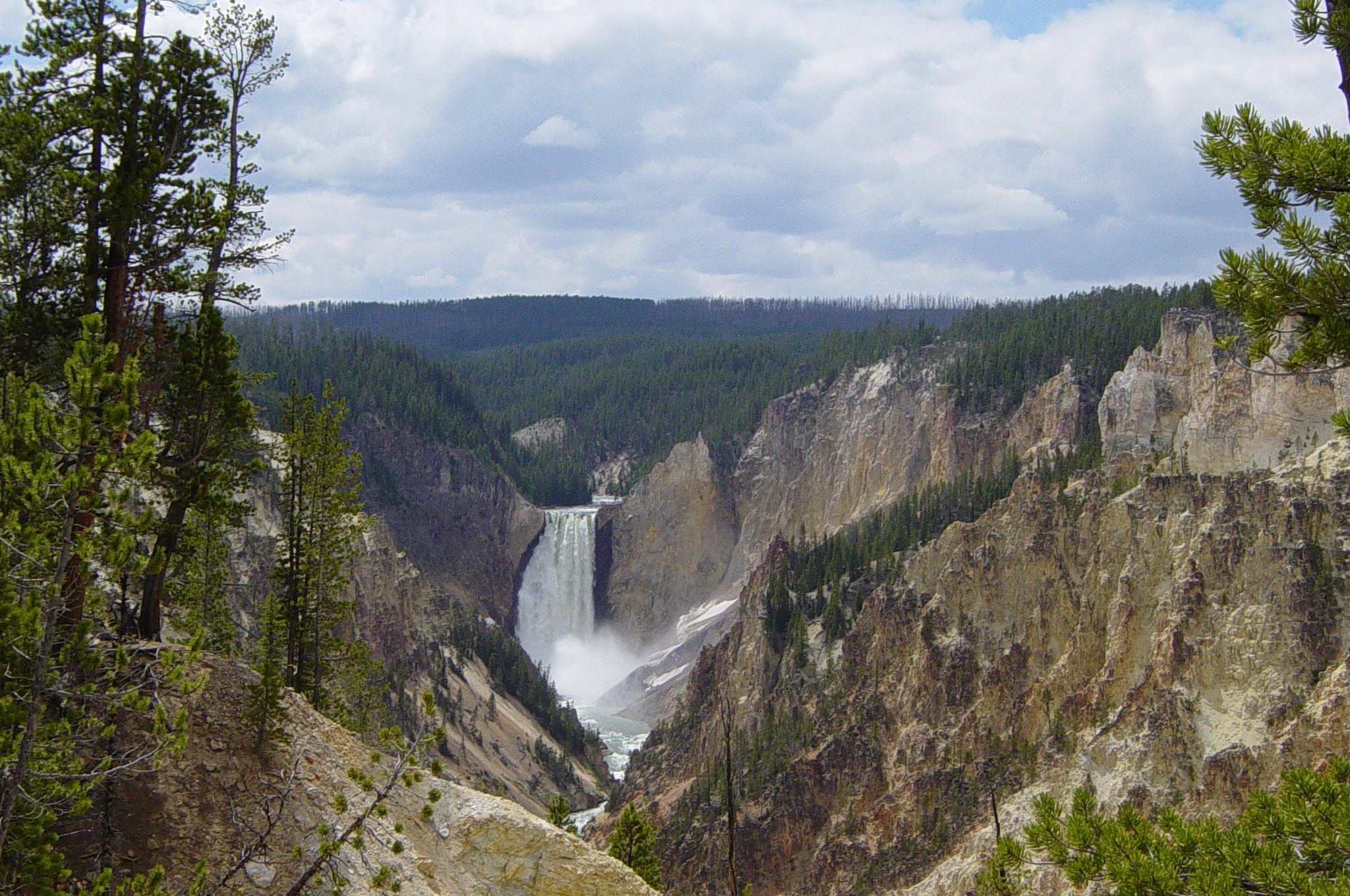
Parc national de Yellowstone.

À mesure de l'essor de la révolution industrielle, motivé par le gaspillage des ressources naturelles et des raisons esthétiques, le développement de la pensée environnementaliste en Europe et en Amérique du Nord au XIXe siècle fait prendre conscience de la nécessité de la conservation du patrimoine naturel. Au cours de la seconde moitié du XIXe siècle, la conquête de l'Ouest et la colonisation des territoires sauvages aux États-Unis suscitent une inquiétude et un mouvement de pensée qui conduit, notamment, à l'émergence du concept de parc national. Ainsi, dans un premier temps, la création d'espaces naturels protégés apparaît comme une solution pour préserver la nature.
En parallèle de la sanctuarisation des espaces naturels apparaissent aussi les premières réglementations sur l'utilisation des espèces afin de contrôler le développement de la chasse et de la pêche industrielle et de loisir. Différentes rencontres internationales sont organisées sur ce thème à partir de la seconde moitié du XIXe siècle, comme la 1re Conférence internationale pour la protection de la nature à Berne, en 1913. Celle-ci aboutit à la création d'une Commission consultative pour la protection internationale de la nature, ancêtre de l'actuelle UICN,.
Tout s'accélère à partir des années 1960, décennie pendant laquelle de nombreux scientifiques commencent véritablement à mettre en garde sur la menace d'une crise écologique causée par les activités humaines et sur la nécessité d'une utilisation raisonnée des ressources naturelles. De nombreux livres au ton alarmiste sont publiés, comme le fameux Avant que nature meure de Jean Dorst en 1965. Au cours de cette période, la sensibilité écologique se développe considérablement dans les pays occidentaux et devient politique.
Un virage majeur arrive au début des années 1970, où plusieurs évènements marquants vont se succéder. À la suite de la conférence de la biosphère à Paris en 1968, l'UNESCO lance le programme sur l'homme et la biosphère (MAB, Man and Biosphere) en 1971. Ce programme de recherche intergouvernemental vise à établir les bases scientifiques pour une gestion durable de la nature à partir d'approches écologiques, sociales et économiques. En 1972, le Club de Rome publie son rapport Les Limites à la croissance, dans lequel les auteurs alertent les sphères politiques et médiatiques sur la problématique environnementale et, notamment, les relations entre la croissance économique et les limites écologiques. C'est aussi l'année du premier sommet de la Terre, avec la Conférence des Nations unies sur l'environnement de Stockholm, de laquelle nait le Programme des Nations unies pour l'environnement (PNUE).
Les années 1980 voient l'émergence d'une nouvelle branche de la biologie consacrée à l'évaluation des impacts de l'humain sur les espèces et les écosystèmes : la biologie de la conservation, popularisée par Michael E. Soulé à partir de 1985. Mêlant science et gestion, la biologie de la conservation vise à apporter des solutions face à la crise écologique en utilisant les concepts et théories scientifiques de l'écologie pour mettre en œuvre des actions appropriées pour la conservation de la nature. C'est au sein de cette nouvelle discipline que la notion de biodiversité trouve son origine.
L'invention du terme « diversité biologique » (biological diversity) est créditée à Raymond F. Dasmann en 1968, puis à Thomas Lovejoy, qui l'utilise dans deux publications en 1980. L'expression est ensuite contractée en « biodiversité » (biodiversity) par Walter G. Rosen à l'occasion d'un congrès tenu à Washington en 1986 et intitulé The National Forum on BioDiversity. Le compte-rendu du colloque, sous l'égide d'Edward Osborne Wilson, est ensuite publié en 1988 sous le titre BioDiversity. À partir de là, le concept et l'expression vont connaître un intérêt croissant,.
En juin 1992, le sommet de la Terre à Rio de Janeiro représente une étape majeure dans la prise de conscience internationale de la crise environnementale, avec notamment l'officialisation du concept de développement durable. Au cours de ce sommet est adoptée la Convention sur la diversité biologique (CDB), qui marque la convergence des enjeux du développement durable et de la biodiversité en reconnaissant la protection de la biodiversité comme « préoccupation commune à l’humanité » et en devenant le cadre des stratégies nationales en faveur de la biodiversité. Le mot « biodiversité » est introduit dans le Dictionnaire Petit Larousse en 1994.
Le terme demeure cependant mal compris ; une étude de 2010 de TNS Sofres montre ainsi que 21 % des Français n'ont jamais entendu parler de biodiversité, et que seuls 23 % pensent savoir précisément de quoi il s'agit. En conséquence, certains écologues recommandent de continuer à favoriser, au moins hors du champ scientifique, le concept de « nature », plus inclusif et mieux identifié,,.

## Étude de la biodiversité

### Biomes
La biodiversité se répartit en différents biomes selon les milieux colonisés par la vie. Ces biomes couvrent l'ensemble des milieux aquatiques, terrestres mais aussi aériens et souterrains (jusqu'à 4 375 mètres de profondeur mais au prix d'une reproduction extrêmement lente) et même internes à d'autres organismes.
Leur analyse montre une différentiation plus grande entre écosystèmes marins et terrestres mais un relatif continuum entre microbiomes de surface et souterrains,.

### Indicateurs de biodiversité
Étant donné son extrême complexité, il n'a longtemps existé aucune mesure universelle de la biodiversité et les différentes manières de l'estimer ont longtemps été sujettes à débat,. Pour mesurer l'ensemble de la biodiversité d'un système donné et surtout son évolution, des indicateurs de biodiversité sont utilisés afin d'en obtenir une estimation. En tant qu'outils de suivi, ces indicateurs sont un élément important d'aide à la décision dans la mise en œuvre de politiques de protection et pour connaître l'efficacité des actions menées. Ils représentent également un puissant outil de communication en permettant de communiquer les faits de manière concise et claire, facilement interprétable pour tous les acteurs même en dehors du champ scientifique.
Néanmoins, l'absence d'un indicateur unique qui synthétiserait l'état de la biodiversité et la profusion des indicateurs proposés tendent à semer une certaine confusion. La richesse spécifique, c'est-à-dire le nombre d'espèces présentes dans un milieu donné, est l'unité de mesure la plus courante, au point où l'on résume parfois à tort la biodiversité à ce simple indice. Certaines espèces dites « bioindicatrices » sont particulièrement sensibles aux modifications de certaines caractéristiques biotiques ou abiotiques de leur habitat. Le suivi de ces espèces est une façon de connaître l'état global de l'écosystème et d'identifier précocement les variations de leur environnement. En 2001, le PNUE dénombrait 236 indicateurs de biodiversité, classés selon le niveau de perception (gènes, espèces, écosystème) et le type de milieux (généraux, forestier, agricole, aquatique),. À cette confusion s'ajoutent de nombreuses complications, comme le caractère dynamique de la biodiversité, qui varie en fonction du temps et de l'espace, ou les difficultés à poser des limites claires entre les espèces ou entre les écosystèmes.
C'est la raison pour laquelle le GEO-BON (Group on Earth Observaion – Biodiversity Observation Network) a défini en 2013 un ensemble de variables essentielles de la biodiversité (VEB/EBV), à l'image des variables climatiques essentielles. Ces 21 VEB, organisées en 6 classes allant de la diversité génétique des espèces à la diversité écosystémique globale en passant par la composition et la fonctionnalité des communautés d'espèces, constituent l'ensemble nécessaire et suffisant des variables mesurables permettant de décrire et de prédire l'état et la dynamique de la biodiversité, et d'harmoniser les efforts de surveillance, de recherche, de prévision et de gestion dans ce domaine par nature très divers.
L'IPBES utilise le cadre conceptuel des EBV pour son analyse périodique des statuts et tendances de la biodiversité globale. En France, l'Observatoire national de la biodiversité rassemble un jeu d'indicateurs alignés sur les EBV, destinés à suivre la biodiversité: son état, les pressions et les menaces qui pèsent sur elle, et les réponses de la société,.

### Inventaires du patrimoine naturel

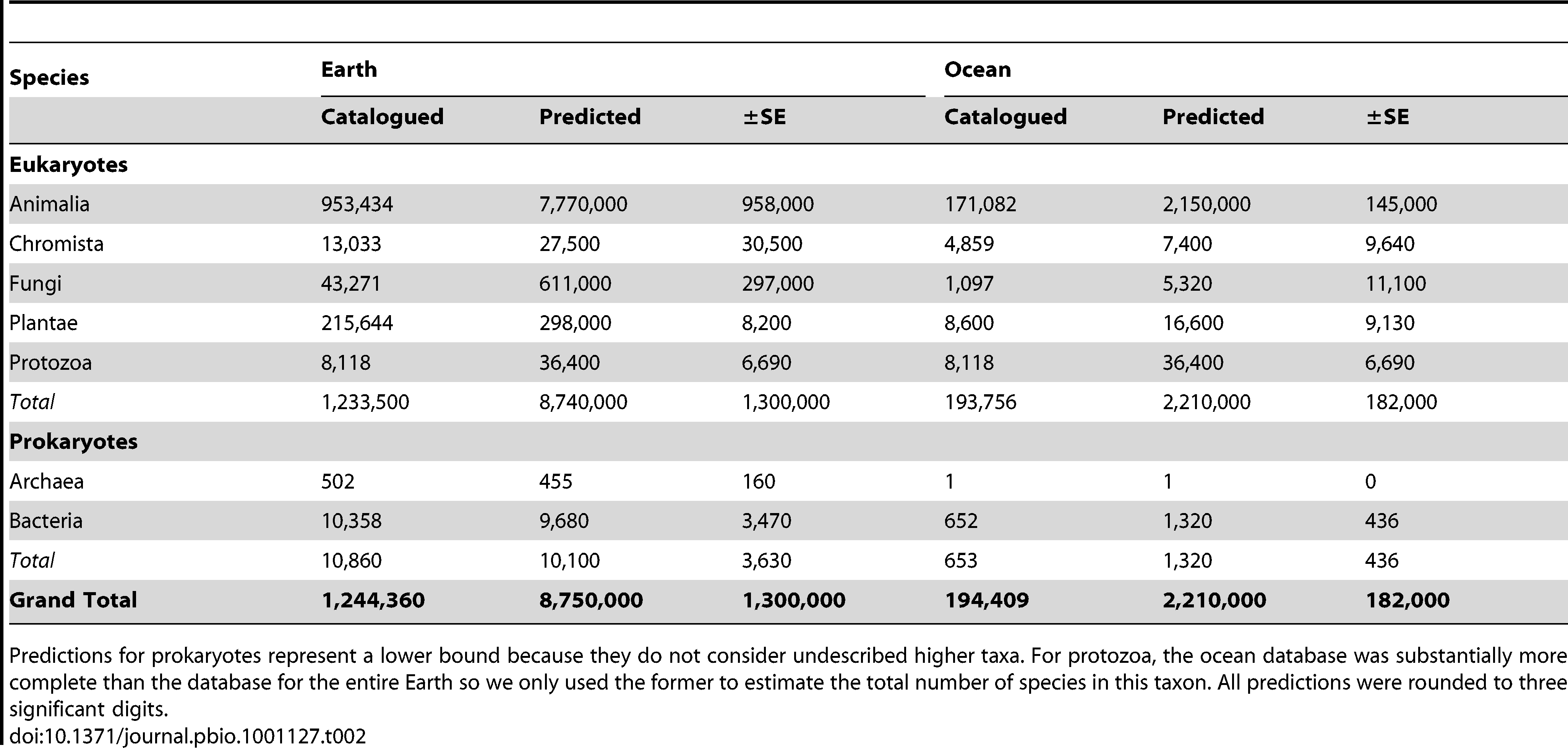
Le nombre d'espèces décrites et le nombre total estimé d'après Mora et al. (2011).

Comparaison de l'importance des différents taxons entre ce qui est connu (à gauche) et ce qui existe probablement (à droite (WCMC, 1992).

L'un des principaux outils pour évaluer la diversité biologique est encore de réaliser un inventaire du patrimoine naturel, dans la tradition des naturalistes des siècles précédents. L’inventaire permet d’approfondir les connaissances sur cette biodiversité afin d'en réaliser un suivi et déterminer si celle-ci est menacée.
La systématique et la taxonomie explorent la biodiversité en dénombrant et en classifiant par taxon les êtres vivants. Environ 1,7 million d'espèces ont été décrites, mais il est très vraisemblable que ces espèces ne représentent que la partie la plus visible de la biodiversité. Si l'on tenait compte de l'existence de complexes d'espèces cryptiques, le nombre d'espèces réellement existantes (et disparues) devrait être réévalué à la hausse. En réalité, le nombre total d'espèces est estimé entre 3 et 100 millions, selon les études, et la valeur la plus vraisemblable est généralement fixée autour de 10 millions. Au sein de cet immense champ d'exploration se cache notamment la biodiversité « négligée », très mal connue car difficilement accessible. Il s'agit essentiellement des organismes unicellulaires eucaryotes et, surtout, des bactéries, mais aussi des pluricellulaires (plantes et invertébrés). Si l'océan représente 99 % du volume offert à la vie, il abrite uniquement 13 % des espèces répertoriées du monde vivant (correspondant à 12 des 31 phyla connus, les plus anciens, qui ne sont jamais sortis de ce milieu océanique) car il est un milieu stable depuis 100 millions d'années. Néanmoins, la biodiversité marine reste très majoritairement inconnue avec environ 95 % de l'océan demeurant inexploré et probablement entre 70 et 80 % des espèces marines encore à découvrir selon le programme international Recensement de la vie marine,.
Avec plusieurs milliers de nouvelles espèces découvertes chaque année, l'inventaire des espèces est donc loin d'être complet. Face à l'érosion croissante de la biodiversité et l'extinction de nombreuses espèces, il est fort probable que certaines espèces contemporaines disparaissent avant même qu'elles soient décrites,. En 2013, la liste rouge de l'UICN dénombrait 20 934 espèces menacées sur les 70 294 étudiées.

## État de la biodiversité dans le monde
En 2005, le rapport sur l’Évaluation des écosystèmes pour le millénaire a fourni aux Nations-Unies une première synthèse mondiale scientifique de l'ampleur des modifications subies par les écosystèmes et des conséquences pour la condition humaine,. Il a mobilisé plus de 1 300 experts du monde entier, issus de toutes les disciplines scientifiques. Reflet de l'opinion générale de l'un des plus grands groupes de spécialistes des sciences naturelles et humaines jamais réunis, sa principale conclusion est que l'humanité a plus profondément et plus rapidement modifié les écosystèmes depuis ces cinquante dernières années que depuis toute l'histoire de l'humanité, essentiellement pour assouvir ses besoins en nourriture, en eau, en bois, en fibre et en énergie. Quatre grands facteurs anthropiques ont entraîné une grave perte de la diversité biologique, largement irréversible,. Ces quatre facteurs sont :
1. La destruction et la contamination des milieux naturels ;
2. La prédation excessive et la surexploitation des ressources naturelles ;
3. L'introduction d'espèces d'un milieu à l'autre ;
4. Le changement climatique.

En 2019, l’IPBES a mis à jour cet état des lieux. Selon le « Rapport sur l’état de la biodiversité mondiale » (2019, réalisé en trois ans, par 145 experts de 50 pays à partir de plus de 15 000 références scientifiques) :
- depuis le précédent rapport, l'artificialisation du monde a fortement augmenté : 66 % des mers sont significativement « modifiées » par l'humain ; l’agriculture et l'élevage occupent 30 % des terres émergées tout en consommant 75 % des eaux douces disponibles ; 33 % des ressources halieutiques sont surexploitées et les zones urbaines ont plus que doublé depuis le sommet de Rio (1992) ; la pollution par le plastique est six fois plus importante qu'en 1980. « La valeur de la production agricole a augmenté d'environ 300 % depuis 1970, la récolte de bois brut a augmenté de 45 % et environ 60 milliards de tonnes de ressources renouvelables et non renouvelables sont maintenant extraites chaque année dans le monde - quantité qui a presque doublé depuis 1980 » ; 500 000 espèces terrestres (+/- 9 % d'un total estimé de 5,9 millions d'espèces ont maintenant « un habitat insuffisant pour leur survie à long terme, si leur habitat n’est pas restauré »[57] ;
- de 1900 à 2016, le rythme d'érosion de la biodiversité est « sans précédent dans l'histoire humaine » et il accélère encore. L’abondance moyenne des espèces locales dans les grands habitats terrestres a chuté d’au moins 20 %, environ 40 % des amphibiens, 33 % des récifs coralliens et plus de 33 % des mammifères marins et au moins 10 % des environ 5,5 millions d’espèces d'insectes sont proches de l'extinction. Plus de 680 espèces de vertébrés ont disparu depuis les années 1500, et les espèces domestiquées ne sont pas épargnées avec au moins 9 % de toutes les races domestiquées de mammifères considérées comme éteintes en 2016. Les évaluations scientifiques montrent que « ces tendances ont été moins graves ou évitées dans les zones qui appartiennent à ou sont gérées par des peuples autochtones et des communautés locales »[57] ;
- des causes indirectes (peu développées par le précédent rapport) sont, note l’IPBES, la démographie mondiale, la consommation par habitant, l’innovation technologique et une gouvernance et des responsabilités ne tenant pas compte des limites écologiques.

Ce travail a été conçu pour préparer la « Convention des Nations Unies sur la diversité biologique » (COP15), prévue en Chine en 2020 comme un « pendant » à l’Accord de Paris sur le climat (2015). Le rapport a été présenté le jour de sa publication aux ministres de l’environnement du G7 réunis à Metz. Les ministres, ainsi que le représentant de la commission européenne chargé de l’environnement et de quelques autres pays, ont, sur cette base scientifique, adopté une charte (« Charte de Metz ») contenant trois axes : 1) lutter contre l'érosion de la biodiversité ; 2) encourager de nouveaux acteurs à s'engager ; 3) créer un cadre mondial de la biodiversité.

### Régions prioritaires

Les 36 points chauds de biodiversité.

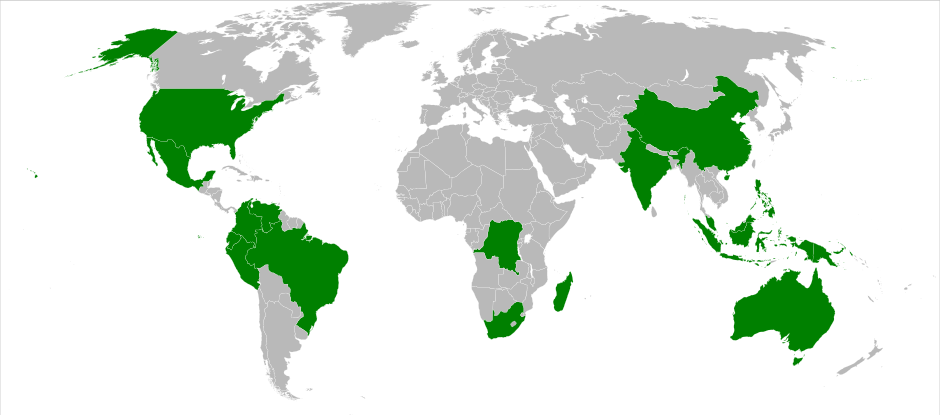
Les 17 pays présentant la plus forte diversité biologique.

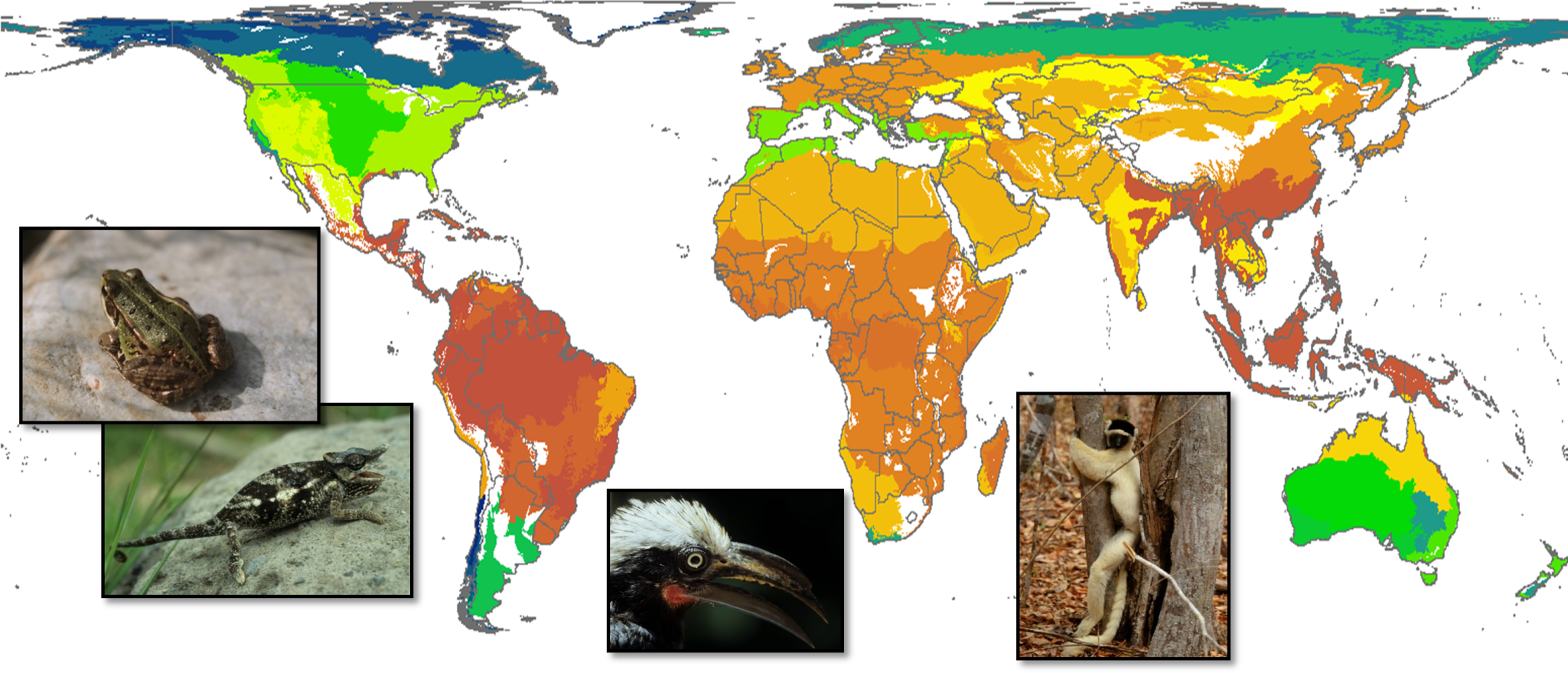
La biodiversité mondiale estimée à partir de la richesse spécifique en vertébrés terrestres (les biorégions les plus riches sont en rouge, celles les moins riches en vert).

La biodiversité n'est pas uniformément répartie sur Terre : elle tend à augmenter des pôles vers l'équateur et à diminuer avec l'altitude, alors qu'elle diminue avec la profondeur en mer. Des ONG et des institutions scientifiques ont cartographié les lieux où la biodiversité possède une particularité, justifiant une protection prioritaire. Cette vision n'est pas partagée par tous les biologistes, certains craignant que se focaliser sur ces points chauds amène à négliger les autres régions du monde où la biodiversité est également en danger.
Depuis 1988, Norman Myers et l'association Conservation International s'appuient sur ce concept de point chaud de biodiversité pour identifier les régions où la biodiversité est considérée comme la plus riche et la plus menacée. Deux critères principaux sont : abriter au moins 1 500 espèces de plantes vasculaires endémiques, et avoir perdu au moins 70 % de l'habitat initial. Au total, 34 points chauds de biodiversité ont été identifiés, dont 20 se situent au niveau des tropiques. Sur seulement 11,8 % de la surface des terres émergées, ces points chauds abritent 44 % des espèces de plantes et 35 % des vertébrés terrestres.
Pour la biodiversité marine, il s'agit des récifs coralliens souvent assimilés à des « forêts tropicales de la mer ».
Pour la biodiversité terrestre, les forêts tropicales abritent la biodiversité la plus élevée ; mieux conservée dans les régions où le dérangement et la fragmentation due à l'activité humaine est moindre (le dérangement peut doubler la perte de biodiversité liée à la déforestation tropicale).
En juillet 2017, la revue Nature publie un étude montrant que le recul mondial de la forêt naturelle érode de manière « disproportionnée » la biodiversité ; les dernières forêts et paysages intacts devraient être protégés concluent les auteurs. La forêt tropicale continue à régresser, et là où le couvert forestier recule, le risque qu’une espèce glisse dans la catégorie « menacée » ou qu'elle bascule dans une catégorie de menace plus élevée et qu'elle présente des populations en déclin augmente « considérablement ». Ce risque est en outre « disproportionné » dans les hot-spots de biodiversité que sont les massifs forestiers tropicaux de Bornéo, d'Amazonie centrale et la forêt du bassin du Congo ; là même une très faible déforestation (routes, pistes forestières, aires de stockage, petite urbanisation…) a de graves conséquences pour la biodiversité des vertébrés. Les scientifiques n’ont pas trouvé de preuve que la perte de forêt est plus grave et plus préjudiciable dans les paysages déjà fragmentés que dans ces massifs mieux préservés ; pour Bornéo, l'Amazonie centrale et le bassin du Congo une modélisation prédit qu'au rythme actuel de leur dégradation, rien que pour les vertébrés, 121 à 219 autres espèces rejoindront la liste des espèces menacées entre 2017 et 2050. Le réchauffement climatique pourrait encore aggraver la situation, de même que la dette d’extinction. Or, l’artificialisation du monde s’aggrave rapidement. Or, seules 17,9 % de ces trois zones sont actuellement protégées par un document écrit et moins de la moitié (8,9 %) ont une protection stricte. De nouveaux efforts de conservation et de restauration de l’intégrité écologique des forêts sont urgemment à mettre en œuvre à grande échelle (mégaréserves naturelles, réellement protégées, déjà suggérées en 2005 par C. Peres) « pour éviter une nouvelle vague d'extinction globale ».
Un concept complémentaire, celui de pays mégadivers, complète cette approche. Il vise à rapprocher entre eux les pays sur la base de leur capital naturel. Ainsi, 17 pays ont été identifiés par le Centre mondial de surveillance pour la conservation de la nature comme possédant à eux seuls 70 % de la biodiversité planétaire, leur conférant un rôle particulier dans la préservation de cette diversité,.

## Menaces sur la biodiversité

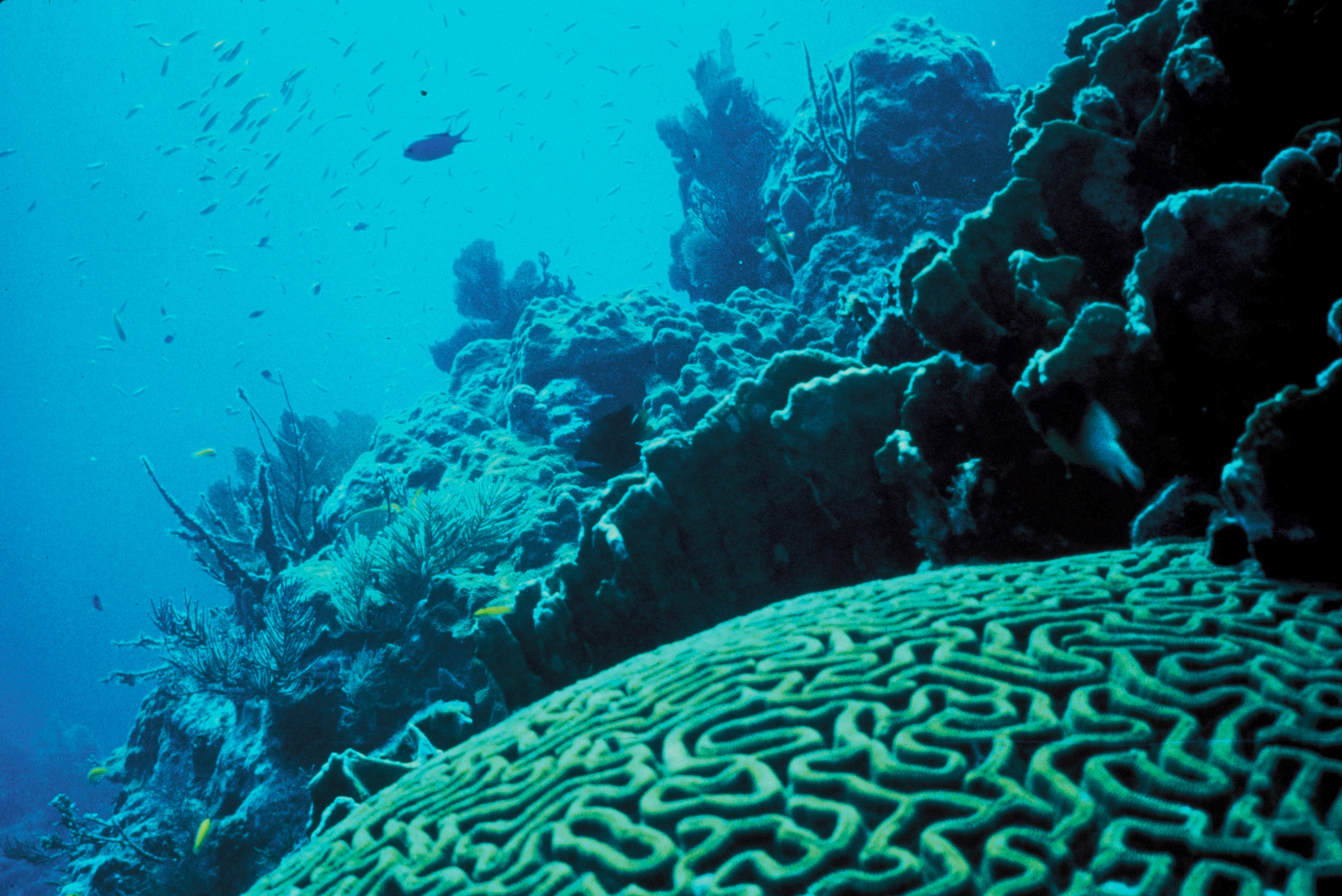
Les récifs coralliens comptent parmi les écosystèmes les plus riches, mais aussi les plus menacés.

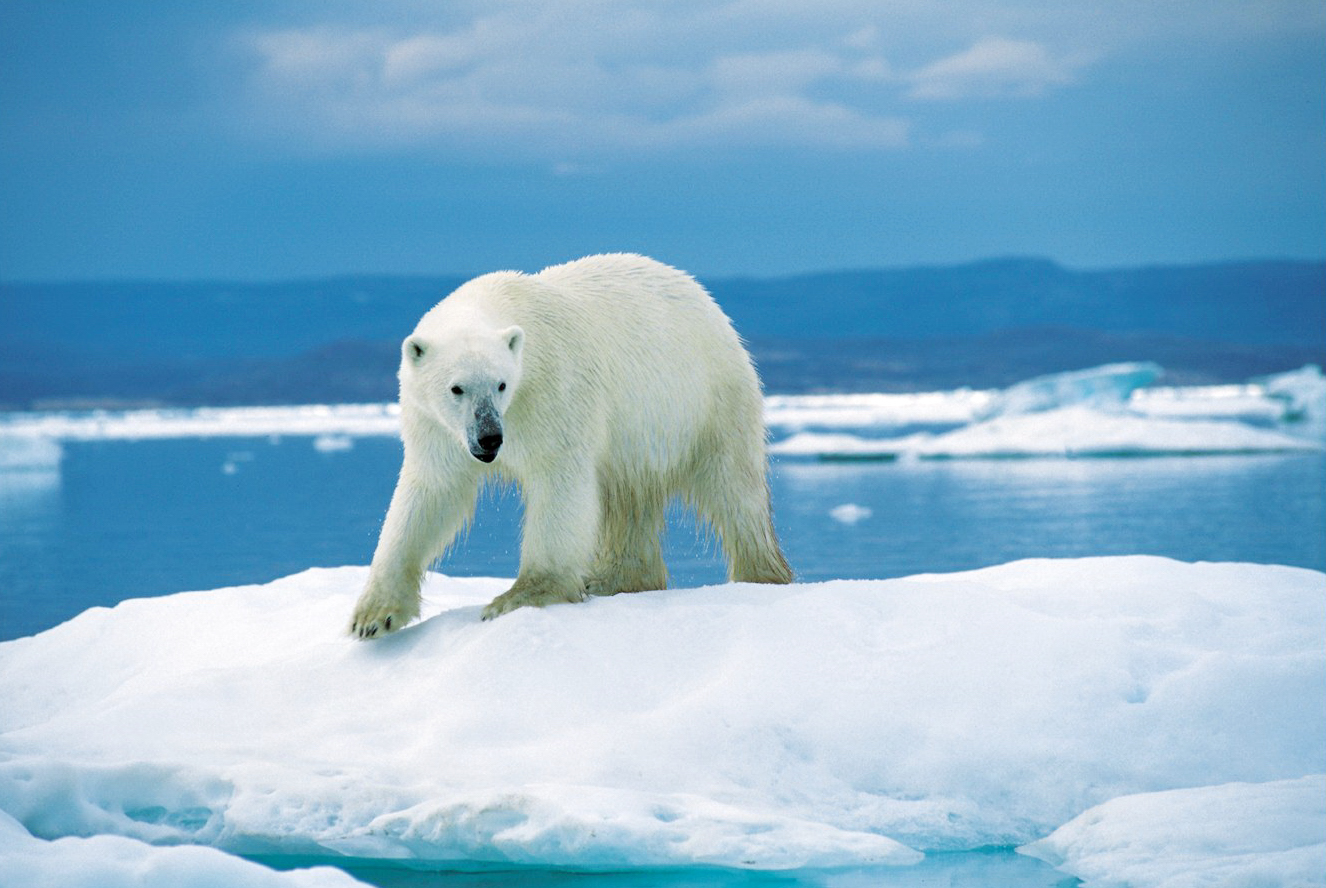
L'ours blanc, un des symboles les plus célèbres de la biodiversité menacée, par le changement climatique notamment.

Depuis le Sommet de la Terre de 1992, il est établi que la biodiversité est gravement menacée par les activités humaines et s’appauvrit d'année en année à un rythme sans précédent,,. Depuis son apparition il y a 100 000 ans, l'humain a eu un impact croissant sur l'environnement, jusqu'à en devenir le principal facteur de changement. Avec la révolution industrielle, le rapport de domination de l'humain sur la nature est devenu si considérable que certains scientifiques soutiennent que ce fait marque l'entrée dans une nouvelle époque géologique, l'Anthropocène. La disparition des espèces est bien souvent le signe le plus visible de cette érosion de la biodiversité. À tel point que l'on parle parfois de « Sixième Extinction » pour désigner cette extinction massive et contemporaine des espèces, l'extinction de l'Holocène, en référence aux cinq grandes vagues d'extinctions massives survenues sur Terre au cours des temps géologiques.
Cinq menaces majeures pesant sur la biodiversité ont été identifiées : la destruction des habitats, la surexploitation (chasse, pêche), les espèces envahissantes, le changement climatique et la pollution,.
Une méta-analyse réalisée en 2022 pour l'IPBES révèle que, parmi les cinq grands facteurs de pressions humaines qui contribuent directement à réduire la diversité du vivant, les deux plus importants sont les changements d’utilisation du sol et l’exploitation directe de ressources naturelles ; viennent ensuite la pollution, le changement climatique et les espèces invasives.

### Destruction des habitats
La détérioration des habitats a été la principale cause de l'érosion de la biodiversité ces cinquante dernières années, principalement en raison de la conversion de milieux naturels et semi-naturels en terres agricoles,. Ainsi, 50 % de la superficie d'au moins la moitié des 14 biomes de la planète ont déjà été convertis en terres de culture. La déforestation a détruit 16 millions d'hectares de forêts par an dans les années 1990, et 13 millions d'hectares ont également disparu au cours des années 2000. L'une des principales conséquences de cette occupation des sols est la fragmentation des habitats, qui a des répercussions graves sur de nombreuses espèces.
Selon une étude de l'association Botanic Gardens Conservation International (BGCI), publiée en septembre 2021, un tiers des arbres de la planète sont menacés d'extinction, spécifiquement au Brésil, en raison de l'agriculture intensive et du changement climatique.

### Surexploitation des ressources naturelles
La croissance démographique exponentielle de la population mondiale a intensifié la pression liée à l'exploitation des ressources naturelles (voir Gestion des ressources naturelles). Les espèces ou groupes d'espèces les plus surexploités sont les poissons et invertébrés marins, les arbres, les animaux chassés pour la « viande de brousse », et les plantes et les animaux recherchés pour le commerce d'espèces sauvages. En 2012, la FAO constate que 57 % des stocks de pêche en mer sont exploités au maximum de leur capacité et qu'environ 30 % sont en situation de surpêche. Près de 1 700 espèces animales sont victimes de braconnage ou de trafic (pour la viande, la peau, l’ivoire, les cornes ou le commerce d’animaux sauvages), à l’exemple de l’éléphant d'Afrique, du rhinocéros de Sumatra, du gorille de l'Ouest ou du pangolin de Chine.
L’Évaluation des écosystèmes pour le millénaire propose quatre scénarios sur l'évolution future des écosystèmes au cours du XXIe siècle, selon l'importance qu'en accordera le monde et les modes de gestion. Ces futurs peuvent emprunter deux voies : un monde de plus en plus mondialisé ou un monde de plus en plus régionalisé. Les scénarios s'appuient ensuite sur différentes approches concernant notamment la croissance économique, la sécurité nationale, les technologies vertes et le traitement des biens publics. Le rapport conclut qu'il est possible de relever le défi d'inverser le processus de dégradation des écosystèmes, mais que cela nécessite des changements profonds des politiques et des pratiques qui sont loin d'être en voie de réalisation.
La Plateforme intergouvernementale scientifique et politique sur la biodiversité et les services écosystémiques (IPBES) publie le 8 juillet 2022 un rapport sur la surexploitation des espèces sauvages. Les champignons, les algues et les plantes sauvages constituent des sources d'alimentation et de revenu pour une personne sur cinq, 2,4 milliards dépendent du bois en tant que combustible pour cuisiner, et environ 90 % des 120 millions de pêcheurs traditionnels travaillent à petite échelle. Plus de 10 000 espèces sauvages sont exploitées pour l'alimentation humaine. Le bois est une ressource vitale pour 1,1 milliard de personnes qui n'ont accès à aucun combustible, et deux tiers de la production mondiale de bois rond proviennent d'espèces d'arbres sauvages. Les deux tiers des espèces ne sont pas utilisées de manière durable : l'exploitation forestière non durable menace 12 % des espèces d'arbres sauvages et elle met en danger plus de 1 300 mammifères sauvages. Environ 34 % des stocks mondiaux de poissons sauvages marins sont surexploités.

### Changement climatique
En 2010, le Secrétariat de la Convention sur la diversité biologique propose plusieurs scénarios possibles sur l'évolution de la biodiversité au cours du siècle en réponse à ce changement global. Ainsi, la canicule de 2021 dans l'Ouest de l'Amérique du Nord a conduit à la disparition d'un milliard de crustacés en Colombie-Britannique.
Le changement climatique, s'il n'est pas jugulé très rapidement, va conduire à une perte massive de biodiversité, non pas selon une pente douce, mais par paliers irréversibles. Ainsi, des seuils de température critiques peuvent déclencher des réponses abruptes de la biodiversité montagnarde et des services écosystémiques aux variations locales de température, observation qui se confirme partout dans le monde. Selon Reporterre, les menaces sur le climat et la biodiversité sont intriquées,. Mais selon le climatologue Christophe Cassou « On ne s’adapte pas à un effondrement de la biodiversité, on meurt avec ».

### Réorganisation à échelle planétaire
La biodiversité induit et stabilise des processus écosystémiques fondamentaux, dans l'espace et dans le temps ; parfois quand une espèce ou un biotope disparaît, les services écosystémiques ou les fonctions qu'elle permettait sont maintenues grâce à d'autres espèces (on parle alors de réorganisation, avec redondance fonctionnelle), mais il apparaît que dans les écosystèmes complexes (forêt tropicale, récifs coralliens par exemple), cette redondance est limitée.
Sous l'effet de l'anthropisation du monde, et du dérèglement climatique, une partie des écosystèmes s'est récemment dégradée et simplifiée ; des espèces disparaissent et les populations d'animaux, de végétaux, champignons et microbes régressent ou changent d'aire. Des groupes d'espèces, à des vitesses différentes selon leurs capacités de mobilité, se rapprochent des pôles ou sont trouvés plus en altitude pour coloniser des zones dont la température leur convient mieux. Et les espèces ubiquistes ont étendu leurs territoires, devenant pour certaines invasives[réf. nécessaire].
En 2019, alors qu'on commence à mieux différencier les effets écologiques induits par les changements d'échelle de distribution, de ceux induits par les changements d'abondance des espèces, de la densité et de l'agrégation une étude dresse un bilan de 25 ans de recherches sur les relations entre biodiversité et fonctions écosystémiques. Celle-ci montre des effets d'échelle : il reste difficile de mesurer localement les effets des pertes globales. Dans une méta-analyse, Blowes et al. (2019) ont quant à eux analysé plus de 50 000 séries chronologiques sur la biodiversité provenant de 239 études ayant produit des enregistrements temporels de composition d'espèces sur un site, les principaux types d'écosystème et de zones climatiques étant ici représentés. Ce bilan montre que les espèces et leur abondance ont rapidement et significativement changé, même sur les seules 25 dernières années. Les effets de cette réorganisation ne sont qu'incomplètement compris, mais ils affectent déjà l'économie mondiale.

### Biodiversité et langues
Des études[Lesquelles ?] en ethnobotanique et en ethnobiologie suggèrent que la disparition de langues locales peut avoir un impact sur la biodiversité, celles-ci pouvant refléter une profonde compréhension de l'environnement local. La disparition de ces langues peut être synonyme de disparition de pratiques et connaissances, ce qui peut se répercuter sur la diversité des espèces, par exemple les espèces cultivées.

## Changements globaux et uniformisation de la biodiversité

### Changements globaux et biodiversité
Le terme « changements globaux » englobe l’ensemble des modifications du système Terre à l’échelle planétaire. Les moteurs de ces changements peuvent être naturels (liés à la variation du Soleil, aux cycles de Milankovitch ou à l’activité volcanique) ou d’origine anthropique (impacts directs ou indirects des activités humaines).
Nous pouvons citer différents types de changements globaux :
- le changement climatique causé par l'augmentation de la quantité de gaz à effet de serre dans l’atmosphère ; l’acidification des océans ;
- la pollution ;
- la transformation des écosystèmes : la fragmentation des habitats ; le changement d’occupation et d’usage des sols (urbanisation, agriculture…).

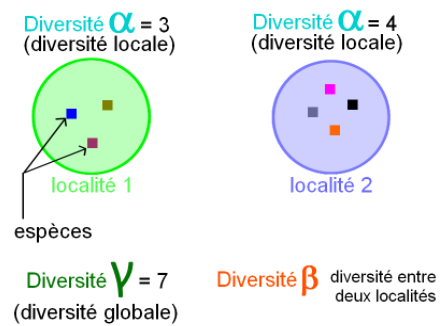
Schéma des différentes mesures de diversité utilisées en écologie

Pour évaluer l’uniformisation de la biodiversité causée par les changements globaux, il est important de quantifier cette biodiversité. Pour ce faire, la mesure la plus utilisée est la diversité spécifique et plus précisément la richesse spécifique. Voici trois mesures découlant de la richesse spécifique :
- la diversité α : mesure la diversité locale par le nombre d’espèces présentes, au sein d’un habitat uniforme et à un temps donné ;
- la diversité β : mesure la similarité entre des communautés ;
- la diversité γ : mesure la diversité régionale (résulte de la combinaison des diversités α et β).

### Mécanismes d’uniformisation de la biodiversité

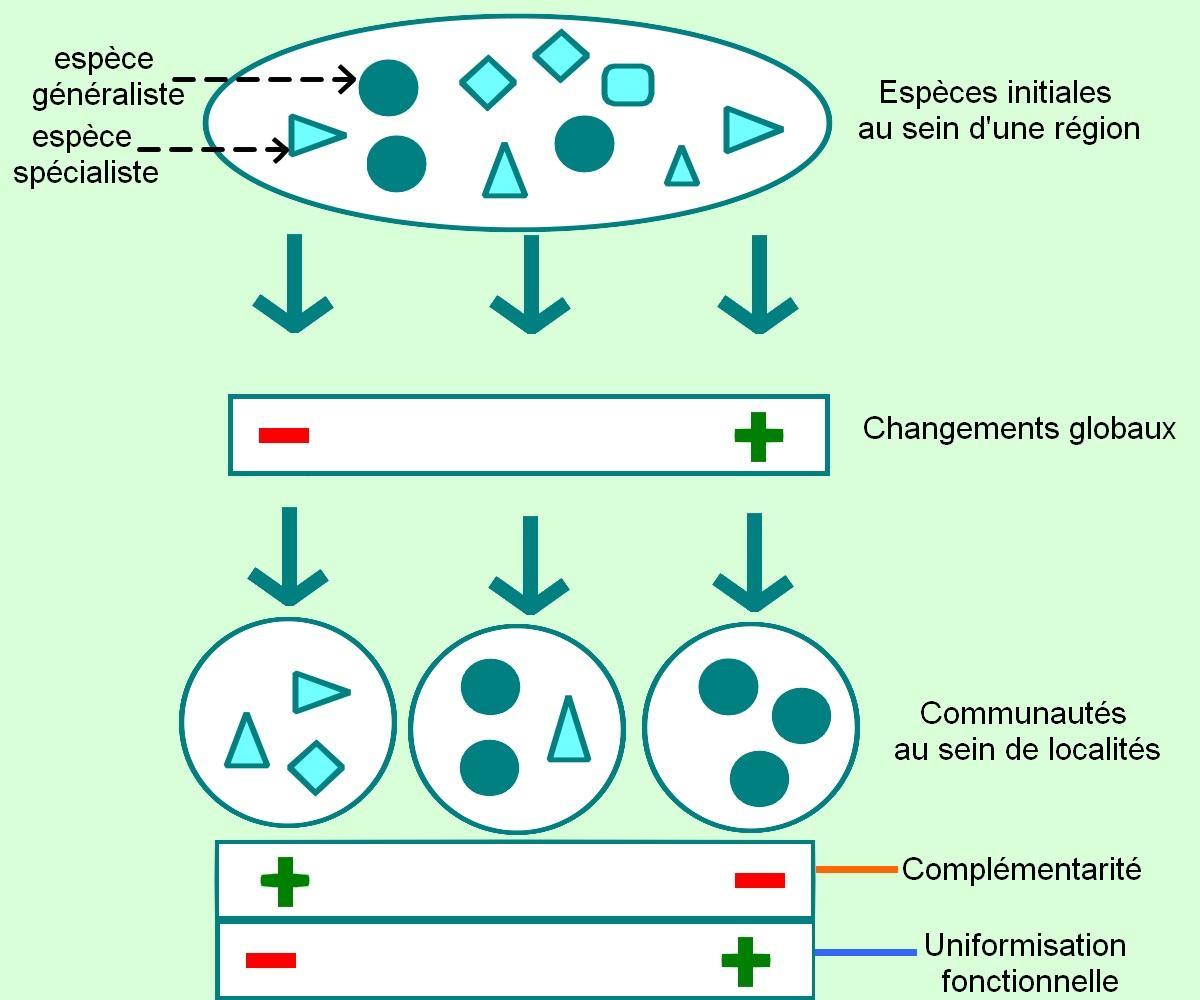
Schéma décrivant l’impact de la perte des spécialistes sur la complémentarité fonctionnelle et entraîne ainsi une uniformisation fonctionnelle (tiré de Clavel et al. 2010)

L’uniformisation (ou homogénéisation) de la biodiversité, correspond à la perte de diversité à l'échelle d’une communauté et/ou à la diminution de la différence de composition entre des communautés,,. Elle peut être observée à l’échelle génétique, phylogénétique, taxonomique, fonctionnelle mais aussi à l’échelle des écosystèmes. L’uniformisation peut être due à la disparition des espèces spécialistes natives, l’invasion par des espèces généralistes non natives, l’expansion de l’aire de répartition d’espèces généralistes natives ou une combinaison de ces facteurs. C’est un phénomène naturel ayant été observé au cours de toutes les grandes crises d’extinction, mais qui peut également être initié ou amplifié par les changements globaux et donc les actions humaines.

#### Uniformisation biotique
L’uniformisation biotique représente l’augmentation de la similarité des écosystèmes dans un espace donné au cours du temps. Historiquement, ce terme est apparu pour désigner le remplacement des espèces autochtones par les espèces invasives, entraînant la modification des communautés et de leurs interactions. L’homogénéisation biotique regroupe tous les autres types d’homogénéisation.

#### Uniformisation taxonomique
L'homogénéisation taxonomique désigne la diminution de la richesse spécifique par l’extinction d’espèces spécifiques, et/ou l’invasion d'espèces généralistes dans un milieu donné à un temps donné. On a donc la formation de communautés de plus en plus similaires en termes d'espèces la composant.

#### Uniformisation fonctionnelle
L'uniformisation fonctionnelle est la perte de la diversité fonctionnelle, c'est-à-dire la perte de stratégies d’exploitations d’une niche et d’interactions abiotiques et biotiques (intra ou interspécifiques) dans un espace donné à un temps donné. Cela peut entraîner une baisse de la production primaire des écosystèmes. Ce type d'uniformisation est un indicateur permettant de quantifier l’impact d’une perturbation sur la biodiversité.
L’uniformisation fonctionnelle peut être une conséquence de l'uniformisation taxonomique. Cependant, dans certains cas, on observe une diminution de la richesse spécifique et une augmentation de la diversité fonctionnelle. Cette diversification fonctionnelle au sein des communautés pourrait transcrire d’une stabilité, d’une résistance et d’une résilience des communautés, aux changements environnementaux, malgré l’homogénéisation taxonomique.

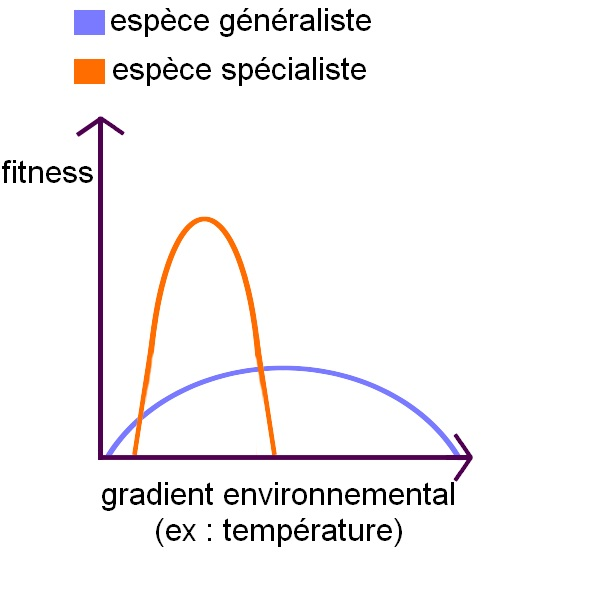
Schéma de la valeur sélective des espèces spécialistes et généralistes en fonction d’un gradient environnemental

#### Dynamique d'uniformisation
L’uniformisation de la biodiversité est un processus qui résulte de la modification de composition des communautés, en termes de proportions d’espèces dites généralistes, et d’espèces dites spécialistes.
Les espèces généralistes sont présentes et peuvent se développer dans une large gamme d’habitats. Cependant, possédant des traits moins adaptés à des habitats spécifiques, elles ont une valeur sélective (fitness) plus faible et elles sont moins compétitives que les espèces spécialistes au sein d’un habitat donné. Ces espèces sont très résistantes aux perturbations, car elles sont capables de se maintenir dans des habitats variés. En effet, on peut retrouver les espèces généralistes dans des environnements instables.
Au contraire, les espèces spécialistes sont présentes et se développent dans une faible gamme d'habitats. Elles sont très adaptées aux conditions de ce milieu, et leurs traits leur confèrent une valeur sélective accrue, ainsi qu’une grande compétitivité dans leur habitat. Au cours de l’évolution, les espèces spécialistes ont été favorisées dans les environnements stables dans l’espace et dans le temps.
Lors de perturbations, les espèces généralistes sont capables de se maintenir grâce à leur grande persistance. Au contraire, les espèces spécialistes, qui ne sont adaptées qu’à un seul type d’habitat, voient leur surface habitable diminuer, et donc leur population décliner. Le déclin des espèces spécialistes entraîne une détente compétitive, ce qui permet aux espèces généralistes de coloniser les habitats, qui ne sont plus ou faiblement occupées par les espèces spécialistes. Les espèces généralistes font preuve de plus d’adaptabilité, de résilience et de tolérance, du fait d’une large gamme d'habitats colonisables, tandis que les espèces spécialistes ne parviennent pas ou peu à s’adapter rapidement aux nouveaux habitats.
Les espèces généralistes ont donc tendance à remplacer les espèces spécialistes après la perturbation d’une niche écologique.

### Influence des changements globaux sur l'uniformisation de la biodiversité
Dans le contexte de changements globaux perturbant grandement l'environnement et les différents milieux, notamment par la dégradation de la qualité des habitats, on observe souvent un phénomène d’uniformisation de la biodiversité. Les espèces généralistes sont les grandes gagnantes de ces phénomènes, alors que les spécialistes peinent à se maintenir. On observe d’ores et déjà une uniformisation des communautés d'espèces, une perte de diversité et une perte de production primaire dans les milieux perturbés.
La majorité des études montrent que les changements environnementaux anthropiques entraînent une diminution de la diversité β (mais pas forcément de la diversité α). Dans certains cas, on observe cependant une augmentation de la diversité β, qui pourrait impliquer que les changements environnementaux ne provoquent pas forcément une simplification de l’habitat, et qu’en fonction du type de perturbation, l’effet sur la composition des communautés n’est pas la même.

#### Le changement climatique
Le changement climatique est une perturbation globale qui peut être naturelle, mais est actuellement favorisée et amplifiée par les activités anthropiques. Le climat est une des composantes des niches écologiques des espèces, et ses variations influencent donc la répartition des espèces, et leur compétitivité/valeur sélective dans un habitat donné. Le changement climatique peut ainsi contribuer à l’uniformisation des écosystèmes, en favorisant l’expansion d’espèces généralistes, résistantes aux changements, et en diminuant l’aire de répartition des espèces spécialistes. La modification des conditions abiotiques des environnements auxquelles les espèces spécialistes sont adaptées, entraîne donc la diminution de l’aire de répartition de ces espèces, la diminution de leur valeur sélective ou leur extinction. Les variations du climat contribuent donc à l’homogénéisation de la biodiversité, qui correspond à une diminution de la diversité β, mais pas forcément une diminution de la diversité α. Dans certains cas, une augmentation de richesse spécifique est observée au sein des communautés, malgré la diminution de la diversité β. Même si l’on n'observe pas de diminution de la diversité α, la composition de la communauté a pu être modifiée et le nombre d’espèces spécialistes a pu diminuer.
Des prévisions, mesurant l’impact de l’accentuation de la sévérité des changements climatiques dans les années à venir, prévoient une accentuation des similarités entre les communautés.
Cependant, il reste de grandes incertitudes sur le rôle du changement climatique dans les processus d’homogénéisation de la biodiversité. Certaines prédictions prévoient des effets bénéfiques des perturbations climatiques pour la richesse spécifique, qui ne sont que très rarement observés. En effet, les impacts négatifs des autres changements globaux (changements d’usage des sols…), seraient plus importants, et masqueraient donc les potentiels effets bénéfiques des perturbations climatiques.
Le changement climatique n’est pas le seul facteur contribuant à l’uniformisation de la biodiversité, et la combinaison de plusieurs facteurs, peu étudiée, pourrait mener à une uniformisation plus sévère que celle prédite seulement à cause du changement climatique.

#### Occupation des sols
Les changements d’utilisation des sols à travers le monde sont parmi les perturbations qui contribuent le plus à l’uniformisation de la biodiversité,. Ils entraînent une forte modification des habitats, favorisant une nouvelle fois le maintien des espèces généralistes. Les espèces spécialistes voient leur habitat diminuer, et deviennent les espèces les plus propices à l’extinction. Ces perturbations entraînent aussi une forte fragmentation des habitats, ce qui réduit considérablement les capacités de dispersion des espèces. Ainsi, certaines espèces se retrouvent incapables de suivre le déplacement des habitats qui leur sont favorables, lui même causé par le changement climatique.
De plus, l'occupation des sols par l’Homme tend à uniformiser les habitats pour ne conserver que les plus productifs (selon les critères de l’Homme), et donc à amplifier l’uniformisation de la biodiversité.
En effet, l’agriculture pose ce problème d’uniformisation des milieux avec la monoculture, qui empêche une communauté diversifiée de s’implanter. De plus, elle engendre une uniformisation génétique au sein de chaque espèce par la sélection artificielle de souches considérées comme plus productives.
La création de villes nécessite de détruire un environnement, engendrant le déclin des espèces spécialistes natives et le maintien ou l’invasion des espèces généralistes adaptées à ces nouveaux milieux.
Enfin, les activités humaines ont favorisé l’apport d’espèces exotiques dans certains milieux (naturels ou urbanisés), ce qui a pu entraîner une invasion du milieu par ces espèces et contribuer au phénomène d’uniformisation de la biodiversité.

### Implications pour la conservation de la biodiversité
L’uniformisation peut entraîner le déclin de la biodiversité (notamment des espèces spécialistes), et avoir des conséquences importantes sur le fonctionnement des écosystèmes, ainsi que sur les services écosystémiques associés. Ainsi, l’uniformisation est un élément à prendre en compte dans les mesures de conservation de la biodiversité. D’après l’impact des changements globaux sur ce phénomène, il faudrait inclure des mesures climatiques, d’utilisation des terres, de restauration/préservation des espèces endémiques (spécialistes natives) et de limitation des invasions par les espèces généralistes.
Actuellement, on observe une diminution du taux d’extinction chez certaines espèces spécialistes, et une diminution de la vitesse d’uniformisation des communautés correspondantes. Cela s’explique principalement par :
- la diminution du nombre total d’espèces spécialistes, réduisant nécessairement leur taux d’extinction ;
- l’efficacité des mesures de conservation prises dans les régions correspondantes.

Il existe aujourd’hui un certain nombre d’outils et de méthodes pour étudier les mécanismes d’uniformisation de la biodiversité, mais les spécialistes sont toujours à la recherche d’indicateurs les plus fiables possibles. Il est aussi important d’améliorer la compréhension des mécanismes de variation des indicateurs de diversité.

## Intérêt et valeur de la biodiversité
La Convention sur la diversité biologique témoigne que la nécessité de protéger la biodiversité est, au XXe siècle, devenue une priorité mondiale. Cependant, la valeur à lui accorder est une notion débattue, tant pour la définition de cette valeur, que pour la manière de la qualifier et la quantifier. Cette valeur ne doit pas ici être confondue avec prix ou coût.
Selon la FRB, la valeur de la biodiversité est triple :
1. Valeur intrinsèque, liée à l'importance de la biodiversité en elle-même et pour elle-même, en considérant qu'il est du devoir moral et éthique de la préserver ; en outre de nombreuses études ont confirmé un lien fort entre la biodiversité et le fonctionnement des écosystèmes : deux méta-analyses des résultats de plus de 100 expériences et de plus de 400 mesures d'effets de biodiversité[117],[118] ont confirmé que, toutes choses étant égales par ailleurs, le mélange d'espèces produit généralement plus de biomasse et mobilise plus de ressources qu'en présence d'une seule espèce, et plus encore avec le temps[119] ; et que cette tendance est « étonnamment cohérente entre taxons, niveaux trophiques et habitats. Même au sein de réseaux trophiques à plusieurs niveaux plus réalistes, les expériences montrent que la biodiversité tend à avoir des effets prévisibles : la diversité des proies favorisant généralement une croissance plus élevée des prédateurs, mais ayant un impact plus faible sur la biomasse totale des proies[120] »[121] ;
2. Valeur patrimoniale, liée à l'intérêt culturel, esthétique, spirituel, identitaire et historique de la biodiversité, qui en fait un patrimoine irremplaçable et à conserver ;
3. Valeur instrumentale, ou utilitaire, liée aux ressources et aux services que fournit la biodiversité aux sociétés humaines. À cette catégorie s'ajoutent les valeurs d'option qui correspondent à l'usage potentiel futur de la biodiversité.

Ces valeurs cohabitaient initialement sans hiérarchie. En 2005, l’Évaluation des écosystèmes pour le millénaire a popularisé le concept de service écosystémique. Depuis, la vision anthropocentrée et utilitariste de la nature est devenue si prépondérante qu'elle a tendance à prendre le pas sur les autres valeurs, bien que celles-ci soient complémentaires.
La conservation de la nature s'est longtemps prioritairement occupée des espèces et espaces emblématique, l'approche écosystémique et par les services met l'accent sur la biodiversité ordinaire, qui par sa biomasse participe à l'essentiel des processus écologiques.
En 2010, l'économiste Pavan Sukhdev juge que l'invisibilité économique du capital naturel cause sa dégradation. Pourtant et à titre d'exemple, la valeur des biens et services environnementaux produits dans les seules zones protégées pourrait se chiffrer entre 4 400  et   5 200 milliards de dollars par an. L'intégration de la dimension économique de la biodiversité reste difficile, car ses estimations monétaires sont complexes et controversées, et les valeurs des différents points de vue sont difficilement conciliables,. Cette approche économiste a connu un tournant majeur en 2005 avec l’Évaluation des écosystèmes pour le millénaire, dont l'idée de poser une évaluation économique sur les services écosystémiques a été depuis largement reprise et développée.
L’Économie des écosystèmes et de la biodiversité (TEEB, The Economics of Ecosystems and Biodiversity) est un programme d'étude international lancé en 2007 par le G8+5 afin d'attirer l'attention sur les bénéfices économiques de la biodiversité. Le TEEB vise notamment à évaluer le coût global de la dégradation de la biodiversité et des services écosystémiques. Dans ce cadre, une première évaluation, rendue en 2008, estime le coût de la dégradation des services écosystémiques à 13 938 milliards d'euros par an et qu'il atteindrait, à ce rythme, jusqu'à 7 % du PIB mondial en 2050.
Cette approche socioéconomique de la biodiversité soulève une autre question épineuse : la nature des droits de propriété applicables à la biodiversité. Cette nouvelle vision des richesses de la biodiversité fait en effet craindre le développement des actes de biopiraterie, c'est-à-dire, notamment, l'appropriation abusive des ressources du vivant et des savoir-faire traditionnels, généralement par le biais des droits de propriété intellectuelle.

## Gestion de la biodiversité

Le logo de la Conférence mondiale sur la biodiversité de Nagoya (2010).

Il existe de nombreux termes et méthodes relatifs à la sauvegarde de la biodiversité qui interviennent selon les acteurs, les stratégies et les moyens disponibles. Pour simplifier, on peut distinguer trois grandes approches : la protection, la conservation et la restauration. La conservation et la protection sont des termes souvent confondus, mais ils renvoient à deux écoles de pensée distinctes.
La préservation repose sur l'idée de garder en l'état un milieu naturel. La conservation in situ, c'est-à-dire directement dans le milieu naturel, passe notamment par la création d'aires protégées. Cette méthode est souvent vue comme la stratégie idéale mais est rarement possible. En complément, il existe des mesures de conservation ex situ qui consistent à sortir une espèce menacée de son milieu naturel afin de la placer dans un lieu à l'abri, sous la surveillance de l'humain (parc animalier, banque de graines…).
La conservation admet l'exploitation des ressources naturelles par les activités humaines, mais vise à en fixer des limites raisonnables pour en permettre le renouvellement.
Enfin, la restauration a pour objectif de réintroduire la biodiversité et rétablir les fonctions écosystémiques, soit en procédant à la réhabilitation de milieux dégradés, soit en réintroduisant des espèces en voie d'extinction dans leur milieu naturel.
Une autre option repose sur la mise en place de mesures compensatoires qui visent à contrebalancer les effets négatifs des activités humaines sur la biodiversité.

### Gouvernance

#### Convention sur la diversité biologique
La convention sur la diversité biologique (CDB) a été adoptée à la suite du Sommet de la Terre, qui s'est déroulé à Rio de Janeiro en 1992. Pour la première fois en droit international, elle reconnaît la préservation de la biodiversité comme « préoccupation commune à l’humanité » et fournit un cadre légal universel. En 2025, 168 des 193 États membres de l'ONU ont signé ce traité et les États-Unis sont le seul pays signataire à ne pas l'avoir ratifié ou approuvé.
La convention établit trois objectifs principaux :
1. La conservation de la diversité biologique ;
2. L'utilisation durable de ses éléments et ;
3. Le partage juste et équitable des avantages découlant de l'exploitation des ressources génétiques.

La CDB est à l'origine de l'élaboration par les pays signataires des stratégies pour la biodiversité. Chaque année, les pays signataires organisent une conférence des Parties (COP) afin de faire progresser la mise en œuvre de la convention. Rattachée au PNUE, le secrétariat de la convention sur la diversité biologique (SCDB) est chargé de la préparation des réunions de la COP, ainsi que des autres groupes de travail reliés à la convention et de leur coordination avec les autres organismes internationaux.

#### Vers une gouvernance mondiale
En janvier 2005, la France organise une conférence internationale intitulée « Biodiversité : science et gouvernance », afin de débattre entre scientifiques et politiques sur différents thèmes relatifs à la biodiversité. Au cours de cette conférence, l'idée d'un mécanisme international d'expertise scientifique sur la biodiversité est évoqué pour la première fois. Appuyé par la France, l'idée fait ensuite son chemin et abouti à la création de la Plateforme intergouvernementale sur la biodiversité et les services écosystémiques (IPBES, Intergovernmental Science-Policy Platform on Biodiversity and Ecosystem Services) en 2012, à la suite des accords de Nagoya.
L'IPBES est un organisme servant d'interface entre les gouvernements et la communauté scientifique sur le sujet de la diversité biologique. Sur le modèle du GIEC, sa mission est de sensibiliser les gouvernements et les populations à l'érosion de la biodiversité et fournir une aide à la prise de décision en produisant régulièrement des synthèses sur la question. Lors de la réunion de l'IPBES à Paris au mois de mai 2019, les chercheurs ont lancé une alerte mondiale sur les atteintes à la biodiversité et le risque de disparition d'un million d'espèces animales et végétales.

## Représentations de la biodiversité

### Divergences
La philosophe Virginie Maris a mis en évidence le fait que la biodiversité n'est pas forcément comprise de la même façon par le corps scientifique, par le grand public et par la sphère politique : « En migrant de la sphère scientifique vers la sphère publique, le terme de biodiversité est devenu une notion vague, qui semble référer selon les contextes à des choses bien différentes : nature, environnement, vie sur Terre, ensemble des espèces, équilibres écologiques, etc. ».

### Dimension affective
Le terme de biodiversité peut revêtir une valeur symbolique forte, représentant la totalité de la vie, et ainsi se charger de « de normes de valeur : elle est ce qui est naturel, ce qui est vulnérable, ce qui enfin est bon pour l’homme et la survie de l’humanité ».
La démarche scientifique de description du vivant, à l'œuvre depuis le XVIIIe siècle, prend elle-même un sens différent, cette entreprise passant du mythe de Prométhée, apportant la connaissance aux hommes, au mythe de Noé, sauvant des espèces de l'oubli avant leur possible disparition.